# Stanisław Królik
Stanisław Królik (ur. 15 września 1927 w Dobrzycy, zm. 13 września 2013) – polski polityk, poseł na Sejm PRL IX kadencji. Budowniczy Polski Ludowej.

## Życiorys
Syn Leona i Magdaleny. W 1951 wstąpił do Polskiej Zjednoczonej Partii Robotniczej, w 1968 został członkiem Komitetu Centralnego, a w latach 1975–1981 zasiadał także w egzekutywie Komitetu Wojewódzkiego w Kaliszu. Był twórcą i prezesem Rolniczej Spółdzielni Produkcyjnej „Nowy Świat”. W 1970 ukończył Zaoczne Technikum Rolnicze w Marszewie. Był zastępcą przewodniczącego Rady Centralnego Związku Rolniczych Spółdzielni Produkcyjnych. W latach 1985–1989 pełnił mandat posła na Sejm PRL IX kadencji w okręgu Kalisz, zasiadając w Komisji Rolnictwa, Leśnictwa i Gospodarki Żywnościowej oraz w Komisji Nadzwyczajnej do rozpatrzenia projektu ustawy o mieniu komunalnym.
W 2007 został honorowym obywatelem gminy Dobrzyca.
Pochowany wraz z Kazimierą Królik (1930–2007) na cmentarzu parafialnym w Dobrzycy.

## Odznaczenia
- Order Budowniczych Polski Ludowej (1984)[3]
- Brązowy Krzyż Zasługi
- Medal Komisji Edukacji Narodowej
- Złote Odznaczenie im. Janka Krasickiego